# Sofia Vokalensemble

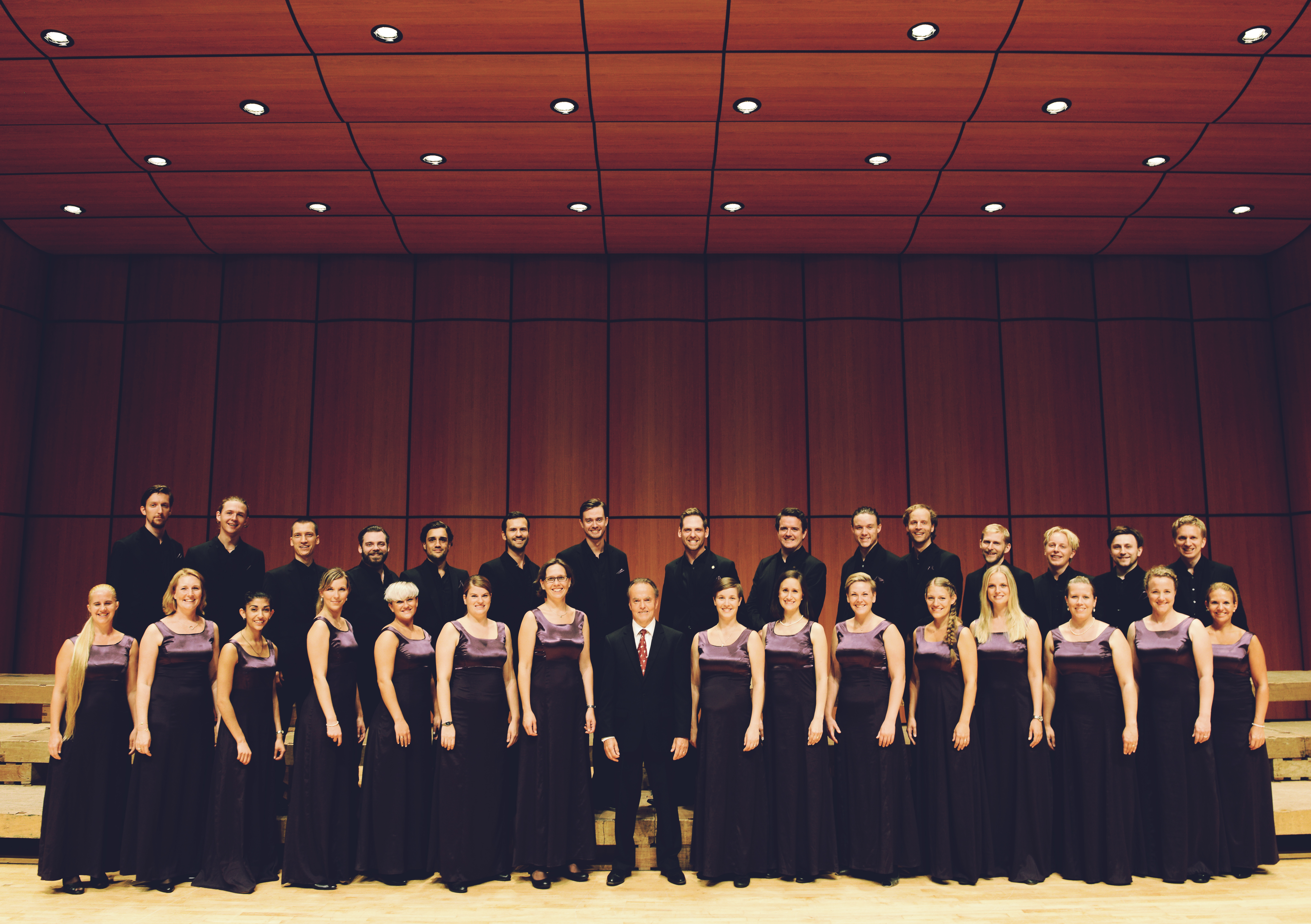
Sofia Vokalensemble 2014

Sofia Vokalensemble är en kör med hemvist i Sofia församling i Stockholm. Kören bildades 1995 av dirigent Bengt Ollén som fortfarande leder det musikaliska arbetet. Framträdanden görs både inom församlingens arbete och i samarbete med externa aktörer. De ca 32 sångarna är i 20- till 35-årsåldern; flera har utbildats vid Adolf Fredriks Musikklasser, Stockholms Musikgymnasium och Södra Latin. Repertoaren består av både ny och gammal körmusik, såsom verk av Bach, Mahler, Poulenc, Pärt och Schnittke. Kören har uruppfört stycken av etablerade kompositörer som Ola Gjeilo, Fredrik Sixten, Mäntyjärvi och Rehnqvist samt av körens egna medlemmar.

## Resultat i internationella tävlingar

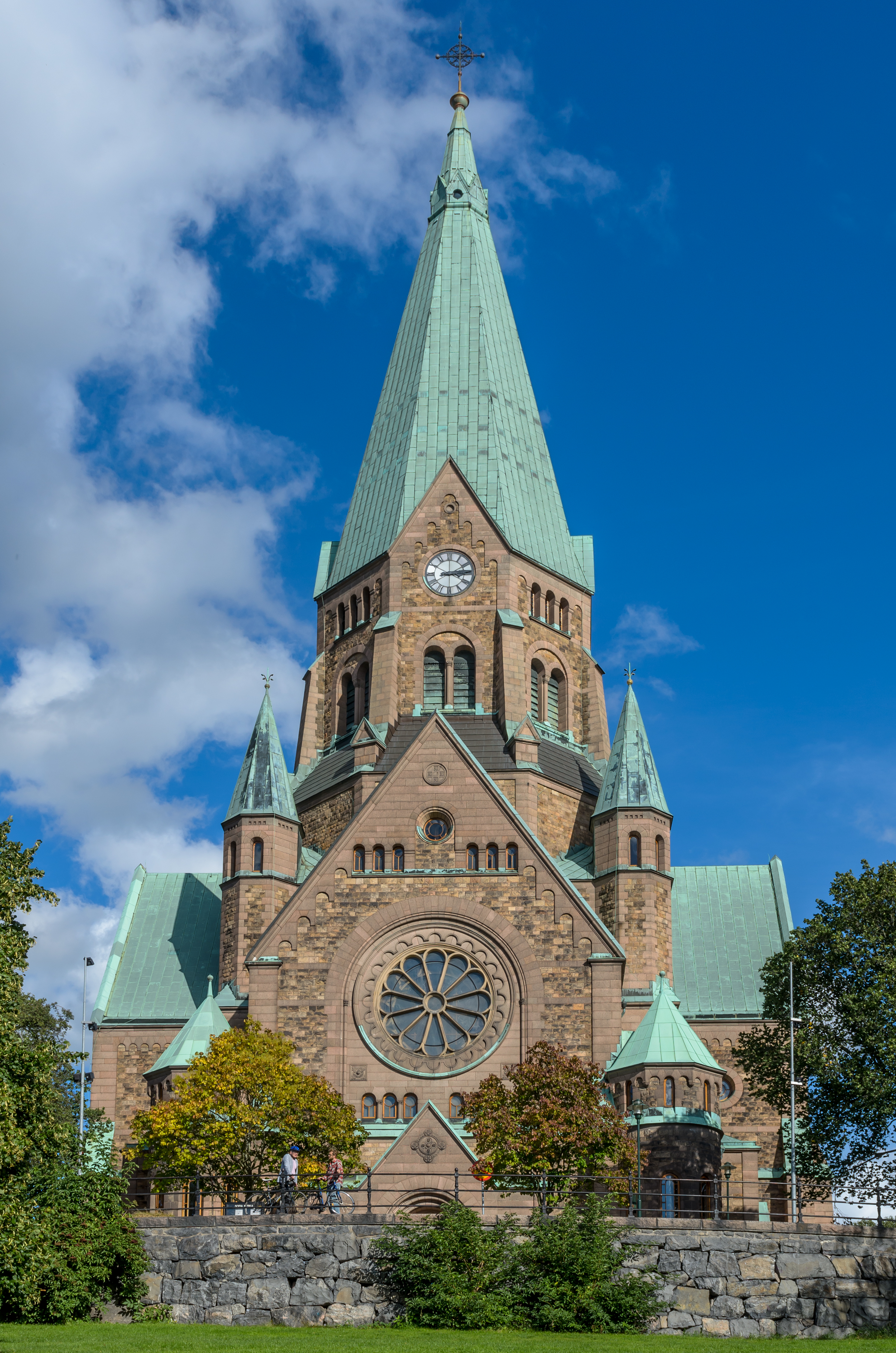
Sofia kyrka i Stockholm, hemvist för Sofia Vokalensemble

Sofia Vokalensemble har med åren hunnit med ett flertal utlandsturnéer och mottagit flera priser och utmärkelser i internationella sammanhang: Här är ett urval i kronologisk ordning:
- 2004: Tre guldmedaljer vid körolympaden i Bremen i Choir Olympics 2004, Bremen
- 2006, Delade segern i prestigefyllda Harald Andersén Chamber Choir Contest i Helsingfors med ungerska Victoria chamber choir
- 2008, Vinnare av två kategorier vid Grand Prix-tävlingen i italienska Gorizia.
- 2009, Segrare vid Grand Prix vid Grieg International Choir Festival i Bergen. Kören utsågs till tävlingens bästa kör och tog emot ett pris av 5000 Euro av norske kulturministern. Dessutom en seger och en andraplats i de olika tävlingsklasserna.
- 2011, Segrare vid International Choral Competition Maribor som kvalificerade kören till den stora finalen i European Grand Prix for Choral Singing
- 2012, Segrare i European Grand Prix for Choral Singing

## Diskografi
Kören har spelat in flera skivor:
- 2003: Black against white sky innehåller musik av bland andra Frank Martin och Eric Whitacre
- 2009: The Darkness is No Darkness har fokus på amerikansk och brittisk nutida körmusik. Bland annat finns fyra motetter ur James MacMillans Strathclyde motets och Herbert Howells Requiem med på skivan
- 2011: A Spotless Rose - Nordic Christmas innehåller julmusik av norska och svenska tonsättare och blandar både klassiska julsånger med mer nyskrivna verk
- 2012: Ett Svenskt Juloratorium där Sofia Vokalensemble spelat in svenska kompositören Fredrik Sixtens nyskrivna oratorium
- 2014: Förvårskväll - One early spring evening innehåller svensk och nordisk musik där svensk klassisk körlyrik varvas med moderna kompositioner
- 2019: ”In Paradisum” - innehåller bland annat musik av Sven-David Sandström, Jacob Mühlrad, Karin Rehnqvist och Arvo Pärt.